# 7480 Norwan
7480 Norwan (1994 PC) là một thiện thạch Amor được phát hiện vào ngày 1 tháng 08 năm 1994 bởi C. S. Shoemaker tại trạm thiên văn Palomar.

## Link ngoài
- JPL Small-Body Database Browser ngày 7480 Norwan